# 노퍽어 위키백과

노퍽어 위키백과는 노퍽어로 운영되는 위키백과 언어판이다. 2006년 1월 13일에 시작되었다. 기호는 pih이다.